# Modau-Radroute
Die Modau-Route ist ein 56 km langer Radweg, der von der Quelle der Modau bei Neunkirchen im Odenwald bis zur Mündung in den Rhein bei Stockstadt führt.

## Charakteristik
Die Routenführung erfolgt fast ausschließlich auf asphaltierten Feldwegen oder Schotterwegen und somit fast vollständig autofrei. Teilweise werden auch wenige bis mäßig befahrene Ortsdurchfahrten genutzt. Der Teil zwischen der Quelle und Darmstadt-Eberstadt im Odenwald ist hüglig mit einigen Steigungen. Zwischen Darmstadt-Eberstadt und Stockstadt ist die Strecke flach. Der Weg in umgekehrter Richtung führt von Brandau bis zur Modau-Quelle auf einem 3,5 km langen, steilen Schotterweg. Dieses Teilstück ist für ein Mountainbike oder Tourenrad mit bergtauglicher Schaltung geeignet.

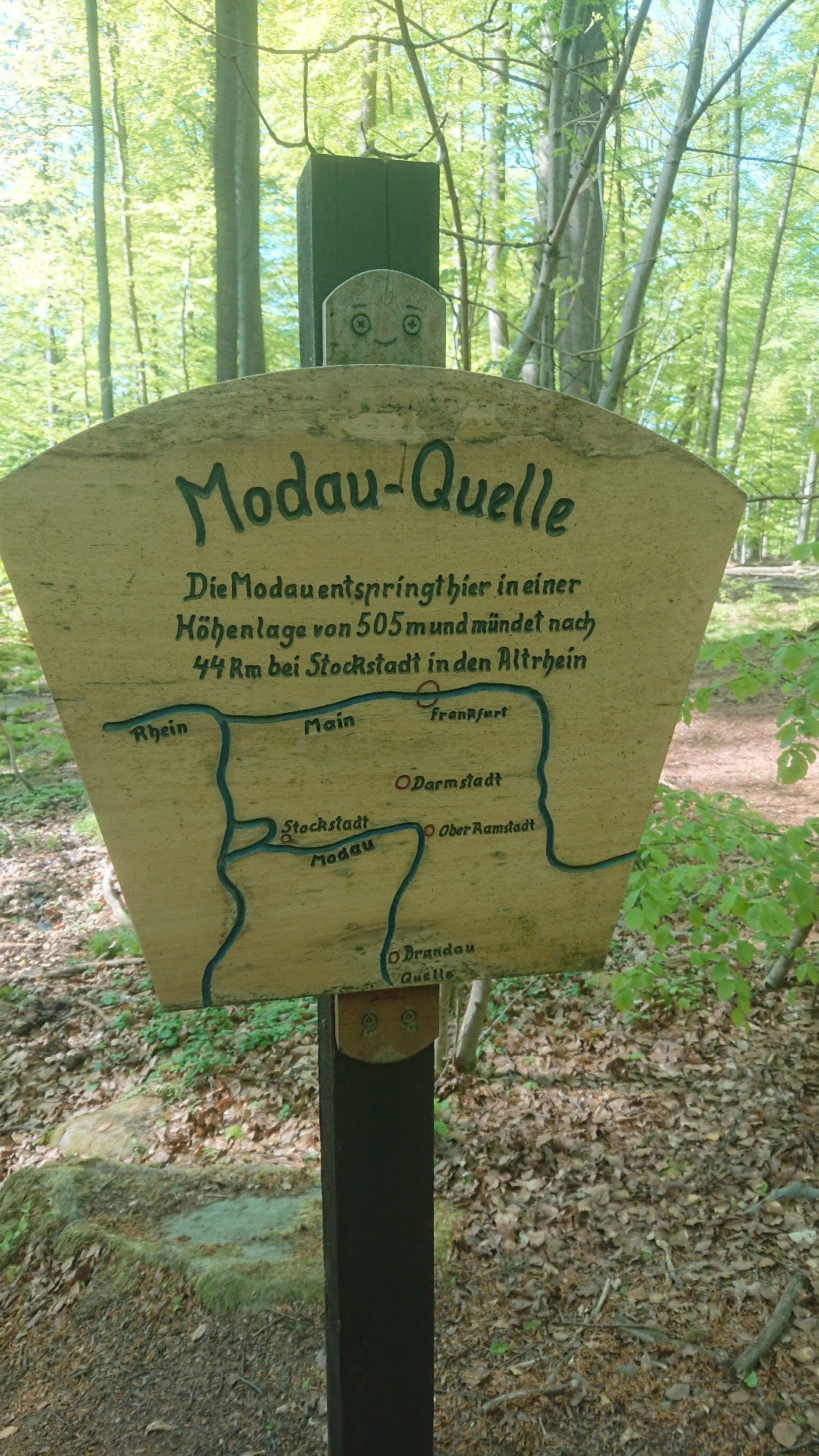
Schild bei der Modau-Quelle

## Streckenbeschreibung
Die Route beginnt an der Quelle der Modau am Nordhang der Neunkircher Höhe. Von der Quelle verläuft der Radweg bergab durch den Wald bis Brandau. Ab hier führt der Weg durch das Modautal, teilweise direkt am Fluss Modau entlang. Ab Darmstadt-Eberstadt verlässt man den Odenwald und die Strecke verläuft flach durch das hessische Ried. Bei Stockstadt mündet die Modau in den Altrhein. Hier endet der Radweg direkt am Hofgut Guntershausen, wo sich das Informationszentrum des größten Naturschutzgebietes in Hessen, die Kühkopf-Knoblochsaue, befindet.

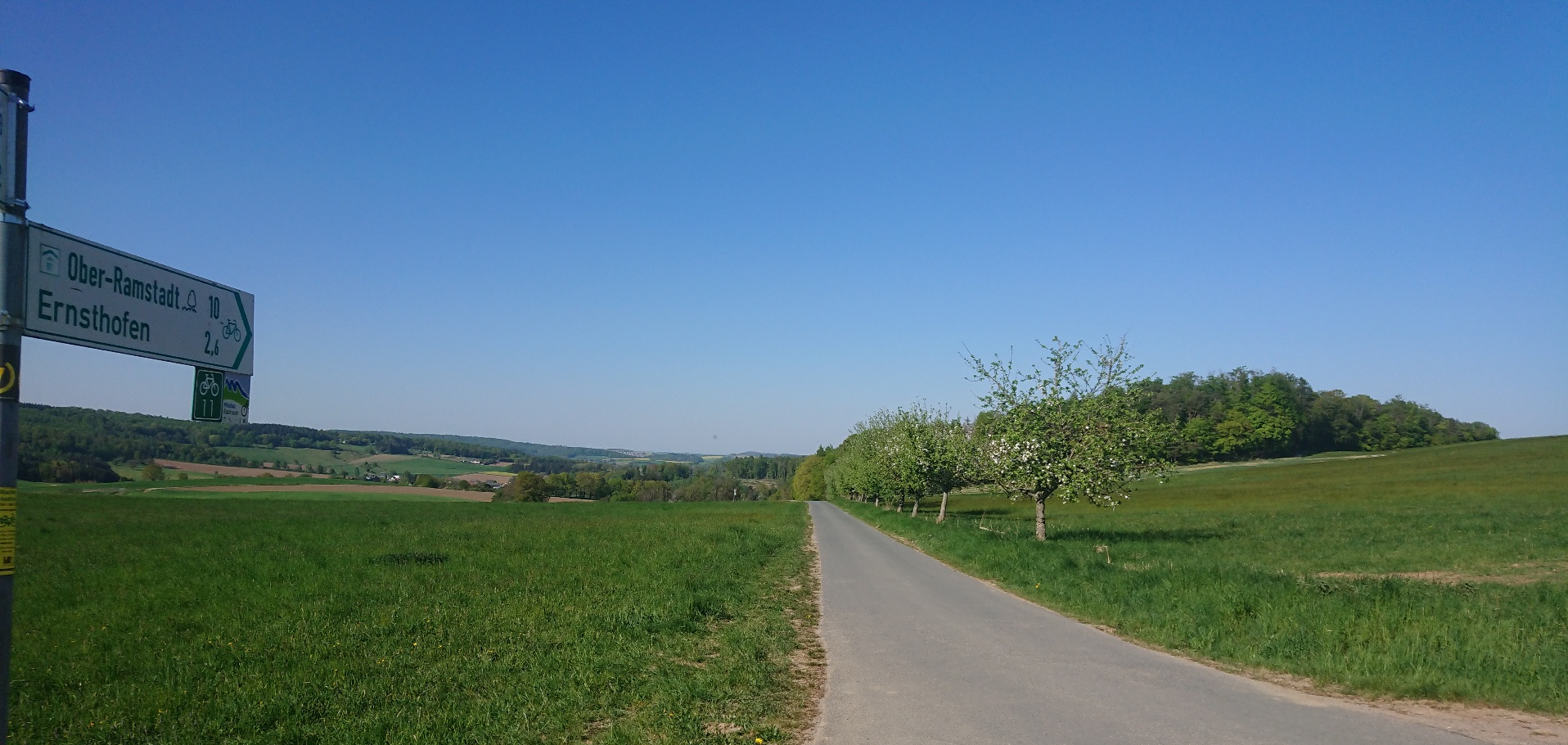
Modau-Radroute bei Herchenrode

## Anschlüsse

### Radwanderwege
In Darmstadt-Eberstadt kreuzt der Radweg Bergstraße von Darmstadt nach Heidelberg.
Der hessische Radfernweg R8 von Heppenheim bis Frankenberg (Eder) trifft in Darmstadt-Eberstadt auf die Modau-Radroute.
In Stockstadt am Rhein verläuft der Hessische Radfernweg R6 von Diemelstadt im Norden Hessens bis nach Lampertheim.

### Bahn
Anschlussmöglichkeiten zum Schienenverkehr bestehen in Darmstadt-Eberstadt an die Bahnstrecke Frankfurt am Main–Heidelberg, in Nieder- und Ober-Ramstadt an die Odenwaldbahn und in Stockstadt (Rhein) an die Bahnstrecke Mannheim–Frankfurt am Main.